# Scotocampa indigesta
Scotocampa indigesta är en fjärilsart som beskrevs av Otto Staudinger 1888. Scotocampa indigesta ingår i släktet Scotocampa och familjen nattflyn. Inga underarter finns listade.